# Niżni Tomkowy Przechód
Niżni Tomkowy Przechód (1058 m) – przełęcz pomiędzy Kiczorą Bobrowiecką (1388 m) a Capim Groniem (1093 m) w orograficznie lewych zboczach Doliny Bobrowieckiej Orawskiej w słowackich Tatrach Zachodnich. Względna wysokość Kiczory nad tą przełęczą wynosi 330 m, Capiego Gronia tylko 35 m. Wschodnie stoki Niżniego Tomkowego Przechodu opadają do Doliny Bobrowieckiej, zachodnie do Dolinki Kwaśnej (zwanej też Kwaśnym Żlebem).
Niżni Tomkowy Przechód to szerokie siodło w całkowicie zalesionym grzbiecie. Dolinką Kwaśną prowadzi droga leśna podchodząca blisko pod przełęcz. Brak tutaj jednak szlaków turystycznych, odbywa się natomiast wyrąb i zwózka drzewa.